# Galeopsomyia deilochus
Galeopsomyia deilochus är en stekelart som först beskrevs av Walker 1839.  Galeopsomyia deilochus ingår i släktet Galeopsomyia och familjen finglanssteklar. Inga underarter finns listade i Catalogue of Life.